# Burgtheater
Burgtheater (česky: (Císařské) Dvorní divadlo, dosl. Hradní divadlo), původně K.K. Theater an der Burg, poté do roku 1918 K.K. Hofburgtheater, je rakouské národní divadlo ve Vídni a jedno z nejvýznamnějších německojazyčných divadel vůbec.
Burgtheater vznikl roku 1741 a Vídeňany byl obvykle nazýván "die Burg". Divadelní společnost více či méně stálých členů dala vzniknout charakteristickému stylu a mluvě typickým pro představení Burgtheateru.

## Dějiny
Divadlo vzniklo 14. března 1741 na přání císařovny Marie Terezie, která chtěla mít scénu v blízkosti panovnického sídla. Její syn, císař Josef II. jej roku 1776 přejmenoval na "Německé národní divadlo". Tři z Mozartových oper zde měly premiéru: Únos ze serailu (1782), Figarova svatba (1786) a Così fan tutte (1790). Na začátku roku 1794 se již divadlo nazývalo "K.K. Hoftheater nächst der Burg" (Dvorní divadlo při Hradu). 2. dubna 1800 zde byla premiérována Beethovenova Symfonie č. 1.
14. října 1888 bylo divadlo přestěhováno do nové budovy na Ringstraße, vyprojektované Gottfriedem Semperem a Karlem von Hasenauer.
V roce 1943, za nacistické vlády, se v Burgtheater hrálo zjevně extrémní úprava Kupce benátského s Wernerem Kraussem v roli Shylocka, jednou z jeho divadelních a filmových rolí, sloužících antisemitským stereotypům.

 
12. března 1945 byl Burgtheater silně poškozen spojeneckými nálety a o měsíc později 12. dubna 1945 byl navíc poničen požárem neznámého původu. Po válce v letech 1953 až 1955 bylo divadlo restaurováno. Klasický styl Burgtheateru a Burgtheaterová němčina se staly určujícím pro ostatní německojazyčná divadla.

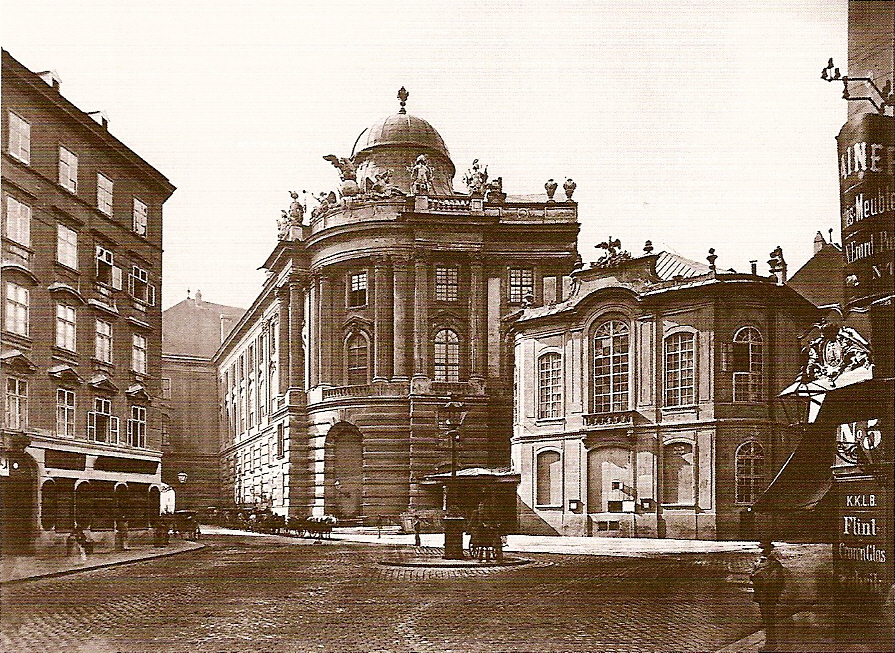
Starý Burgtheater (před rokem 1888)
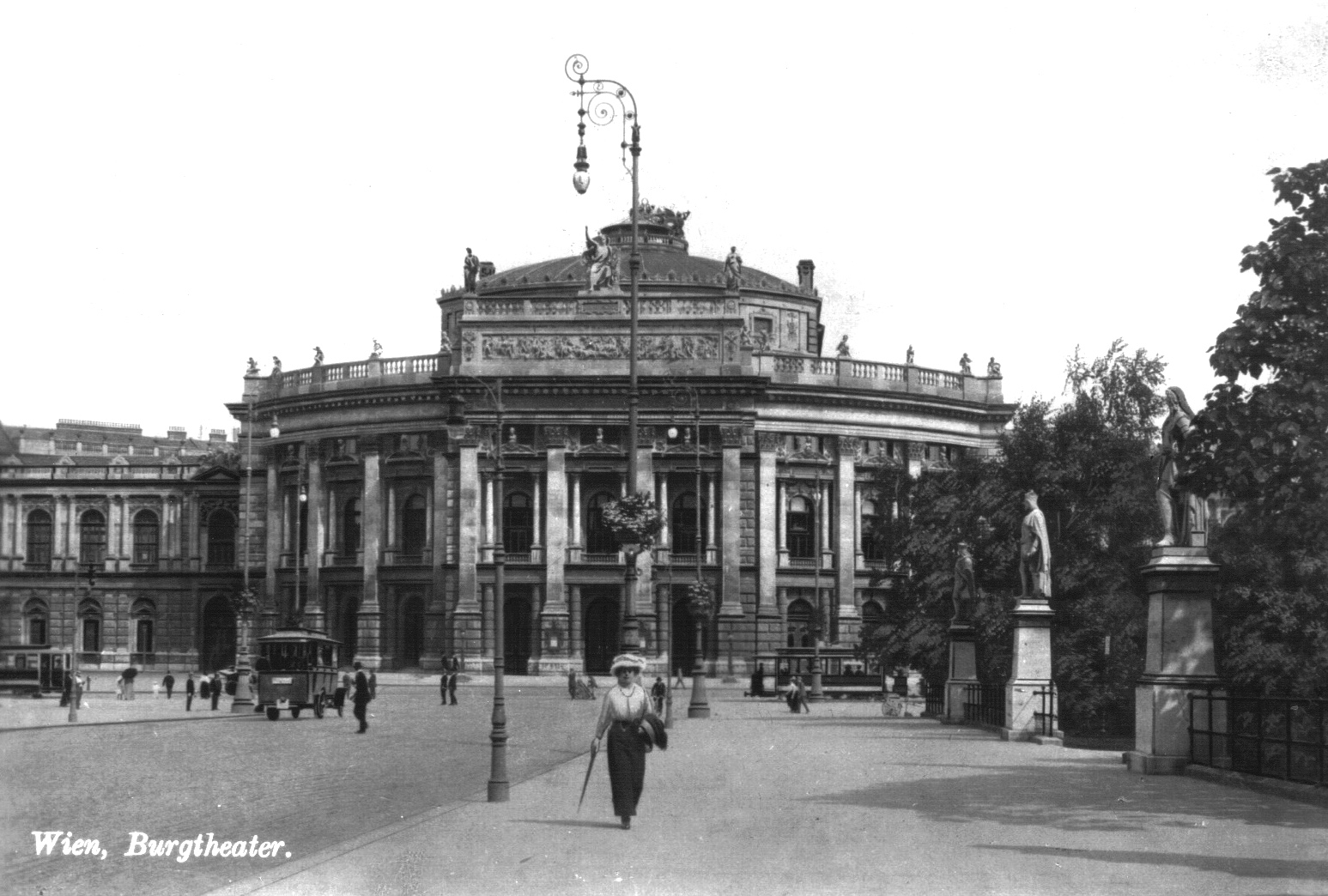
Burgtheater (v době těsně po dostavbě)
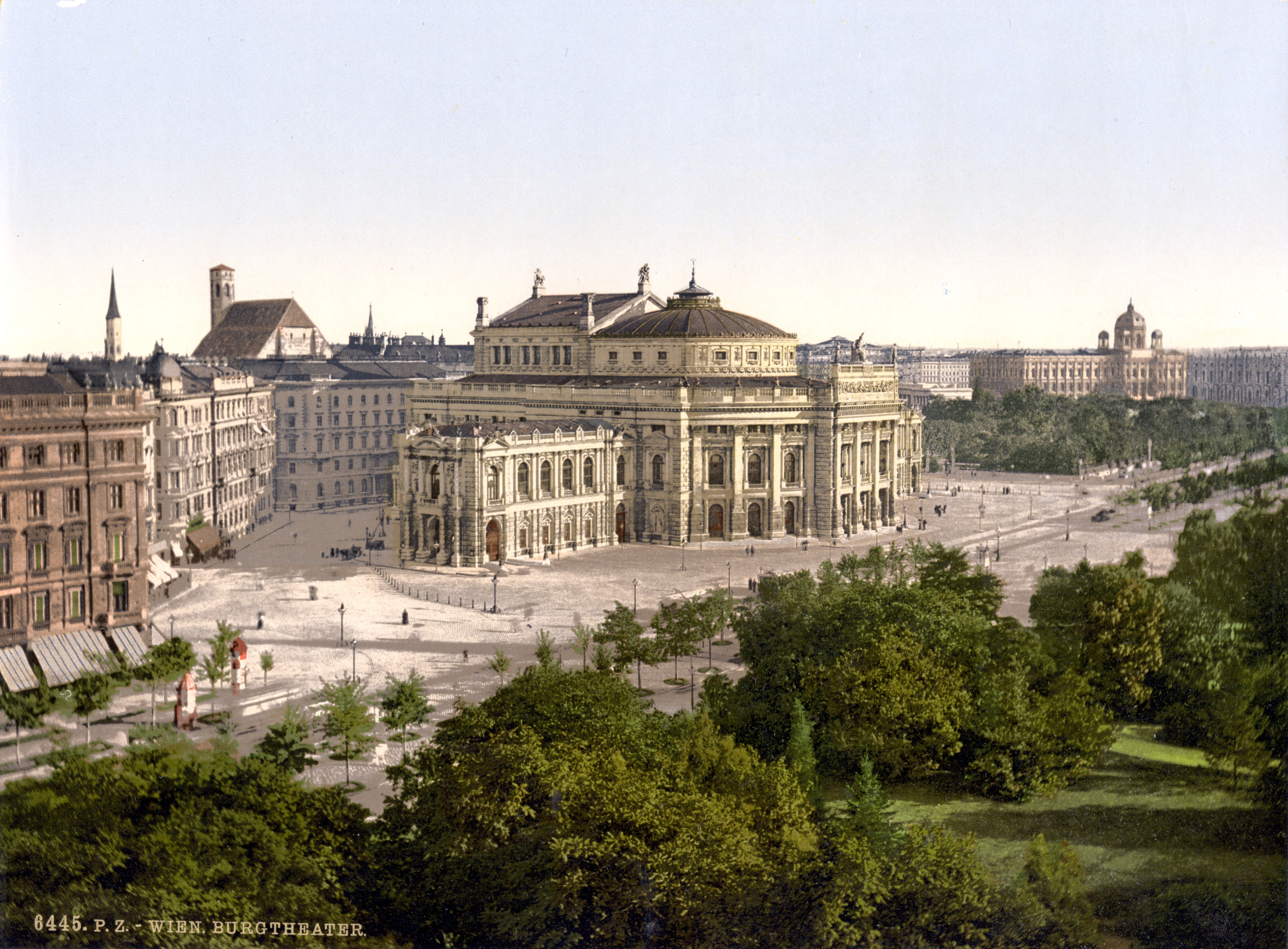
Burgtheater kolem roku 1900

## Divadlo a herci

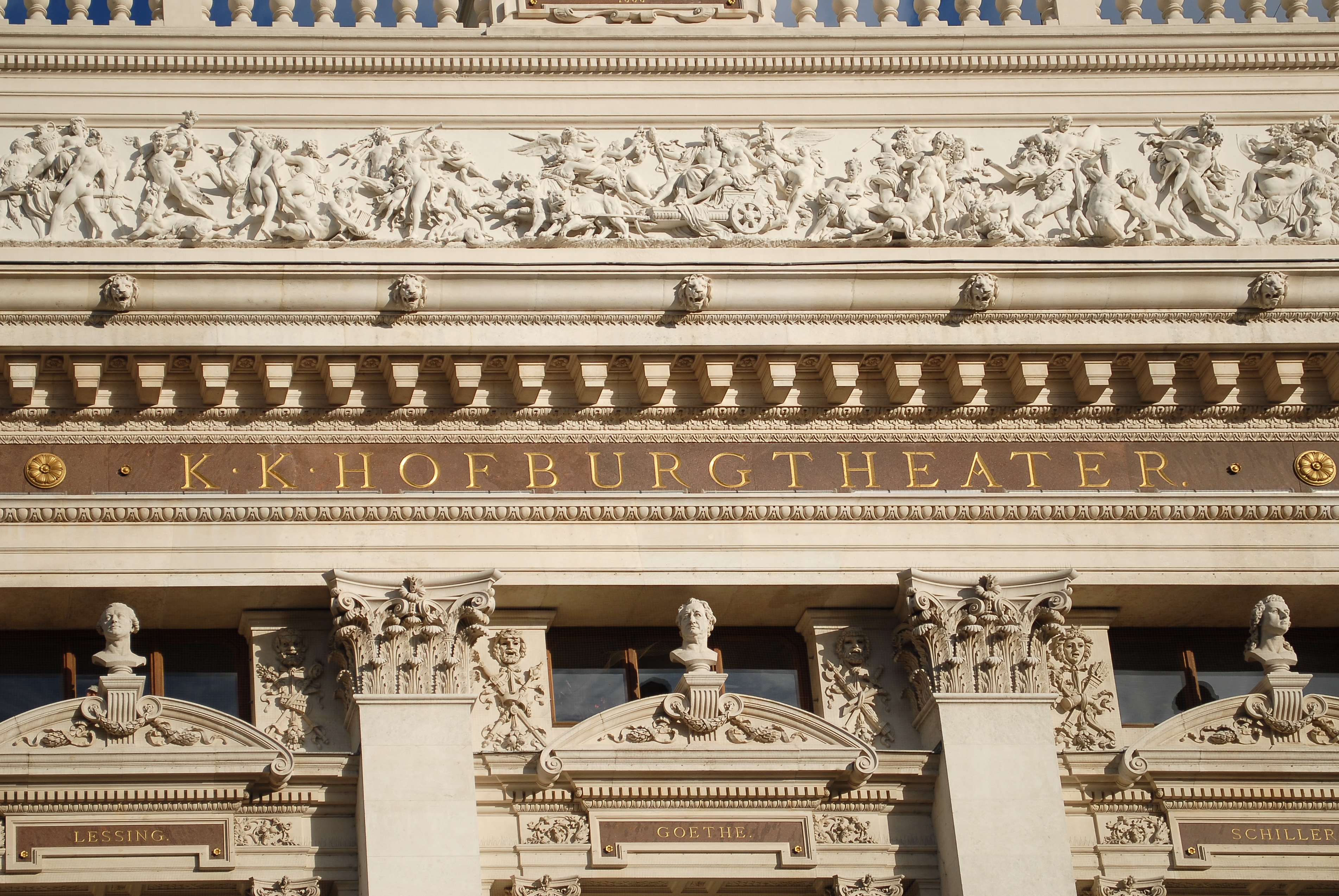
Detail fasády Burgtheateru

Burgtheater zůstal silně tradiční scénou se specifickou kulturou až do konce 60. let 20. století. Od počátku 70. let se stal místem působení některých nejvýznamnějších evropských ředitelů a designérů. S mnoha prvotními inscenacemi her spisovatelů a dramatiků, jako jsou Thomas Bernhard, Elfriede Jelinek, Peter Handke, Peter Turrini nebo George Tabori, se řediteli Clausu Peymannovi podařilo potvrdit věhlas Burgtheateru jako jedné z předních evropských scén.
Mezi nejznámější herce souboru čítajícího asi 120 členů patří: Sven-Eric Bechtolf, Klaus Maria Brandauer, Kirsten Dene, Andrea Clausen, Bruno Ganz, Karlheinz Hackl, Robert Meyer, Gertraud Jesserer, August Diehl, Jutta Lampe, Susanne Lothar, Michael Maertens, Tamara Metelka, Birgit Minichmayr, Nicholas Ofczarek, Hedwig Pistorius, Elisabeth Orth, Martin Schwab, Peter Simonischek, Ulrich Tukur, Franz Tscherne nebo Gert Voss.
Mezi nejslavnější bývalé členy souboru patří Max Devrient, Josef Kainz, Josef Lewinsky, Joseph Schreyvogel, Adolf von Sonnenthal, Charlotte Wolter, Ludwig Gabillon, Zerline Gabillon, Attila Hörbiger, Paula Wessely, Curd Jürgens, O. W. Fischer, Paul Hörbiger, Otto Tausig, Peter Weck, Fritz Muliar, nebo Christoph Waltz. Někteří obzvláště zasloužilí herci byli jmenováni čestnými členy. Jejich jména jsou vytesána ve spodní části slavnostního schodiště po straně divadla směrem k Lidové zahradě. Mezi čestné členy patří: Annemarie Düringer, Wolfgang Gasser, Heinrich Schweiger, Gusti Wolf, Klaus Maria Brandauer a Michael Heltau.
Burgtheater byl svědkem produkcí ředitelů, jako byli Otto Schenk, Peter Hall, Giorgio Strehler, Luca Ronconi, Hans Neuenfels, Terry Hands, Jonathan Miller, Peter Zadek, Paulus Manker, Luc Bondy, Christoph Schlingensief, nebo Thomas Vinterberg. Mezi uváděnými a kostýmními výtvarníky byli Fritz Wotruba, Luciano Damiani, Pier Luigi Pizzi, Ezio Frigerio, Franca Squarciapino, Josef Svoboda, Anselm Kiefer, Moidele Bickel, nebo Milena Canonero.
Významná představení: světová premiéra hry Des Feux dans la Nuit v roce 1999 v Burgtheateru byla první sólová hra vytvořená pro jednoho účinkujícího mezinárodně uznávané choreografky Marie Chouinard. Bylo vytvořeno speciálně pro Elijaha Browna, který pokračoval v mezinárodním turné s touto sólovou produkcí, předtím než se stal ústřední postavou v jevištní show Céline Dion "A New Day" vytvořenou světově proslulým ředitelem Franco Dragonem.

## Ředitelé divadla

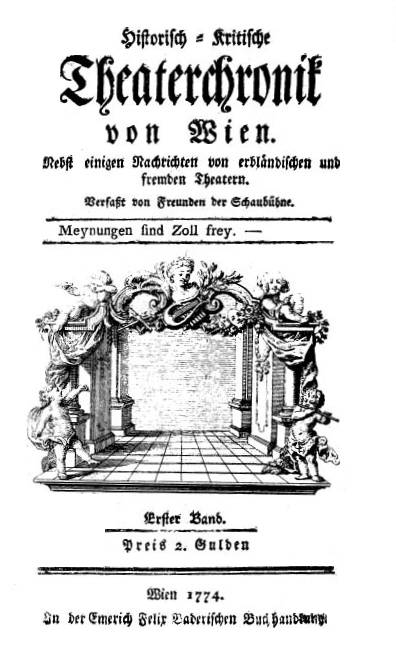

Do roku 1776 měl divadlo od rakouského státu pronajaté Johann Koháry. Když se Koháry roku 1773 dostal do finančních potíží, přizval v témže roce jako kurátora Josefa Kegleviće, ředitele divadla hraběte Václava Šporka, prasynovce František Antonín Špork, který mj. poprvé představil lesní roh a uvedl Antonia Vivaldiho v Praze, ustavil výbor pro financování pod předsednictvím Franze Kegleviće za své asistence roku 1773 a Karl Keglević se stal ředitelem Divadla u Korutanské brány kvůli zlepšení hospodářských výsledků. Roku 1776 kurátor Josef Keglević vyhlásil bankrot divadla a téhož roku, za panování císaře Josefa II., divadlo přešlo opět pod správu státu. Ředitel divadla Václav Špork a předseda výboru pro financování divadla Franz Keglević byli odvoláni z funkce a Trnavská univerzita, jejímž rektorem byl Alexander Keglević v letech 1770/71, získala povolení nastěhovat se do Budínského hradu. Do roku 1776 bylo divadlo financováno de facto, nikoli však de jure, Tovaryšstvem Ježíšovým z Trnavské univerzity, jež bylo roku 1773 na příkaz papeže Klementa XIV. zrušeno, tudíž je obtížné určit, kdo byl tehdy skutečným ředitelem. Také proto existují podezření, že shoda příjmení není náhodná. 4. července 1792 císař František II. rozhodl o novém pronájmu divadla, nebylo však možné najít žádného nájemce, tudíž nebylo ředitelům Burgtheateru, jako státním zaměstnancům, umožněno účastnit se, neboť jejich působení (smlouva) neskončilo, proto nebyl nalezen nový nájemce. Ve výběrovém řízení na ředitele nakonec zvítězil Ferdinand Pálffy v letech 1794-1817, jehož prostředky pocházely z báňského institutu Banské Štiavnici, první technické univerzity na světě.
| Jméno                                                                              | Od   | Do   |
| ---------------------------------------------------------------------------------- | ---- | ---- |
| Společné řízení 15-22 seniorními členy (Künstlerrepublik)                          | 1776 | 1789 |
| Franz Carl Hieronymus Brockmann                                                    | 1790 | 1790 |
| Řízení 5 seniorními členy (Regiekollegium)                                         | 1790 | 1794 |
| Peter von Braun                                                                    | 1794 | 1806 |
| Řízení skupinou seniorních dvořanů (zpočátku 8) (Kavaliersdirektion)               | 1807 | 1817 |
| Joseph Schreyvogel                                                                 | 1814 | 1832 |
| Johann Ludwig Deinhardstein                                                        | 1832 | 1841 |
| Franz Ignaz von Holbein                                                            | 1841 | 1849 |
| Heinrich Laube                                                                     | 1849 | 1867 |
| Friedrich Halm (pseudonym Eligius Freiherr von Münch-Bellinghausen)                | 1867 | 1868 |
| August Wolff                                                                       | 1868 | 1870 |
| Franz Freiherr von Dingelstedt                                                     | 1870 | 1881 |
| Adolf von Wilbrandt                                                                | 1881 | 1887 |
| Adolf von Sonnenthal                                                               | 1887 | 1888 |
| August Förster                                                                     | 1888 | 1889 |
| Adolf von Sonnenthal                                                               | 1889 | 1890 |
| Max Burckhard                                                                      | 1890 | 1898 |
| Paul Schlenther                                                                    | 1898 | 1910 |
| Alfred Freiherr von Berger                                                         | 1910 | 1912 |
| Hugo Thimig                                                                        | 1912 | 1917 |
| Max von Millenkovich                                                               | 1917 | 1918 |
| Společné řízení Hermanna Bahra, Maxe Devrienta a Roberta Michela (Dreierkollegium) | 1918 | 1918 |
| Albert Heine                                                                       | 1918 | 1921 |
| Anton Wildgans                                                                     | 1921 | 1922 |
| Max Paulsen                                                                        | 1922 | 1923 |
| Franz Herterich                                                                    | 1923 | 1930 |
| Anton Wildgans                                                                     | 1930 | 1931 |
| Hermann Röbbeling                                                                  | 1932 | 1938 |
| Mirko Jelusich                                                                     | 1938 | 1938 |
| Ulrich Bettac                                                                      | 1938 | 1939 |
| Lothar Müthel                                                                      | 1939 | 1945 |
| Raoul Aslan                                                                        | 1945 | 1948 |
| Erhard Buschbeck                                                                   | 1948 | 1948 |
| Josef Gielen                                                                       | 1948 | 1954 |
| Adolf Rott                                                                         | 1954 | 1959 |
| Ernst Haeusserman                                                                  | 1959 | 1968 |
| Paul Hoffmann                                                                      | 1968 | 1971 |
| Gerhard Klingenberg                                                                | 1971 | 1976 |
| Achim Benning                                                                      | 1976 | 1986 |
| Claus Peymann                                                                      | 1986 | 1999 |
| Klaus Bachler                                                                      | 1999 | 2009 |
| Matthias Hartmann                                                                  | 2009 |      |